# Fulletó (novel·la)
|  | Per a altres significats, vegeu «Fulletó (desambiguació)». |

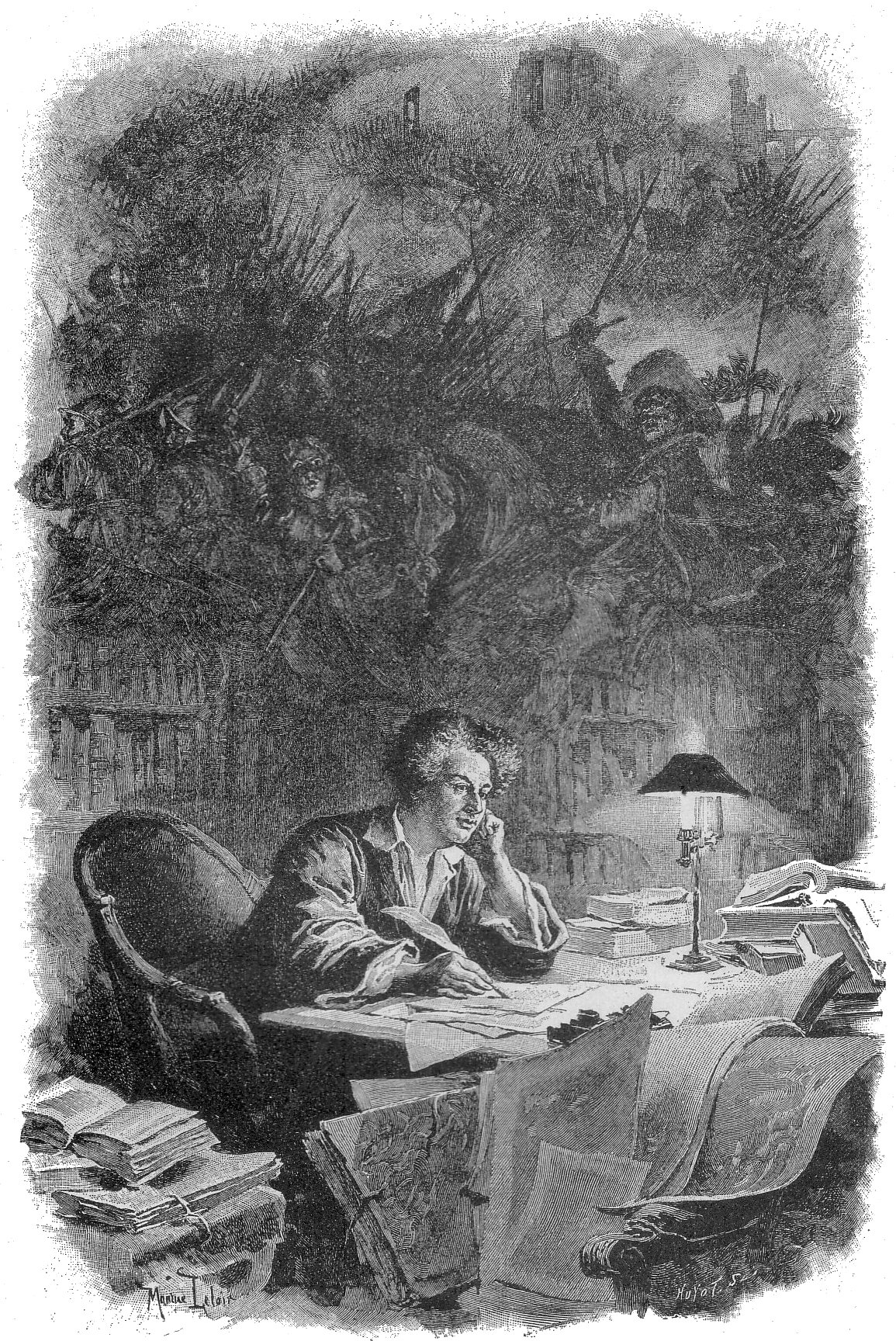
Alexandre Dumas s'adaptà molt bé al fulletó, amb les obres de capa i espasa

En la literatura, un fulletó és una forma de narració (dintre d'un gènere determinat) en què la història és dividida en parts, generalment en volums. Aquest treball més gran, normalment un treball de ficció narrativa (encara que pot ser d'altres temes), ja dividit, es publica en terminis seqüencials (de forma periòdica). Els fulletons es solen comercialitzar com a números, parts o fascicles, i es poden oferir tant en publicacions separades a nivell setmanal, mensual, etc.,. com en forma d'annexes de publicacions periòdiques ja existents, com ara una revista o un diari.
El concepte de "fulletons seriats ", però amb el nom de "butlletins" s'utilitza amb freqüència a l'entorn de les publicacions científiques i en la ciència de la informació per a difondre temes "sobre qualsevol matèria publicats amb el mateix títol i disposats en una successió de parts discretes, generalment numerades (o datades), que apareixen a intervals regulars o irregulars sense un final predeterminat".

## Antecedents

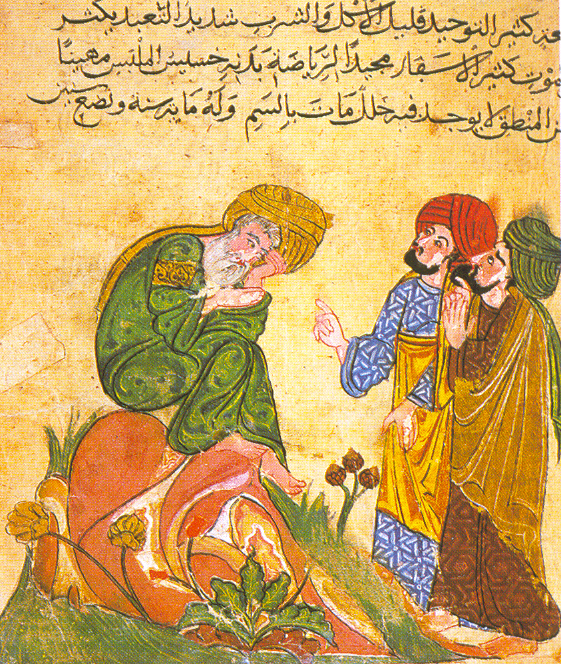
Les mil i una nits

La idea d'històries narrades en forma de sèrie té el seu origen en la famosa obra Les mil i una nits, que consisteix en una sèrie d'històries publicades, o "romanços publicats". La història principal és sobre Xerazade que li narra històries al Rei Xariar, i ella necessita mantenir-lo interessat en cada història, per poder escapar de l'execució l'endemà al matí.Ella conta la història en sèries, començant cada una d'elles amb una narrativa interessant, deixant-la en el clímax del conte, i continuant la nit següent. Això deixa el Rei ansiós, esperant per la pròxima nit per a escoltar el que esdevé després. Molts dels seus contes s'estenen al llarg de varies nits o episodis. Per exemple, "Les Tres Pomes" és narrada en cinc nits, "Addullah el Pescador" és narrat en sis nits, "El Conte del geperut" és narrat en deu nits, "Les aventures del Déu Mercuri" és narrada en onze nits, "Allí Babá i els Quaranta Lladres" és narrat en tretze nits, "El Cavall d'Éban" és narrat en 14 nits, "Sinbad el Marí" és narrat en 30 nits, "Les Aventures de Bulukiya" és narrades en 47 nits, i el conte d'Aladí i la llàntia meravellosa és narrat en 78 nits.
El Decameró, obra magna de la literatura medieval europea, escrita en toscà per Giovanni Boccaccio durant els anys 1350 i 1353, també consta de cent contes i novel·les breus que s'expliquen deu joves durant deu dies, durant una plaga de pesta negra.
Els contes de Canterbury de Geoffrey Chaucer, presenta una estructura semblant al Decameró. Els contes, escrits en anglès mitjà (alguns d'aquests originals, d'altres no; dos escrits en prosa, i la resta en vers), estan continguts en una narrativa més i són contats per un grup de pelegrins que viatgen des de Southwark a Canterbury per visitar el temple de Sant Thomas Becket, a la catedral de Canterbury.

## Fulletons delseglexix

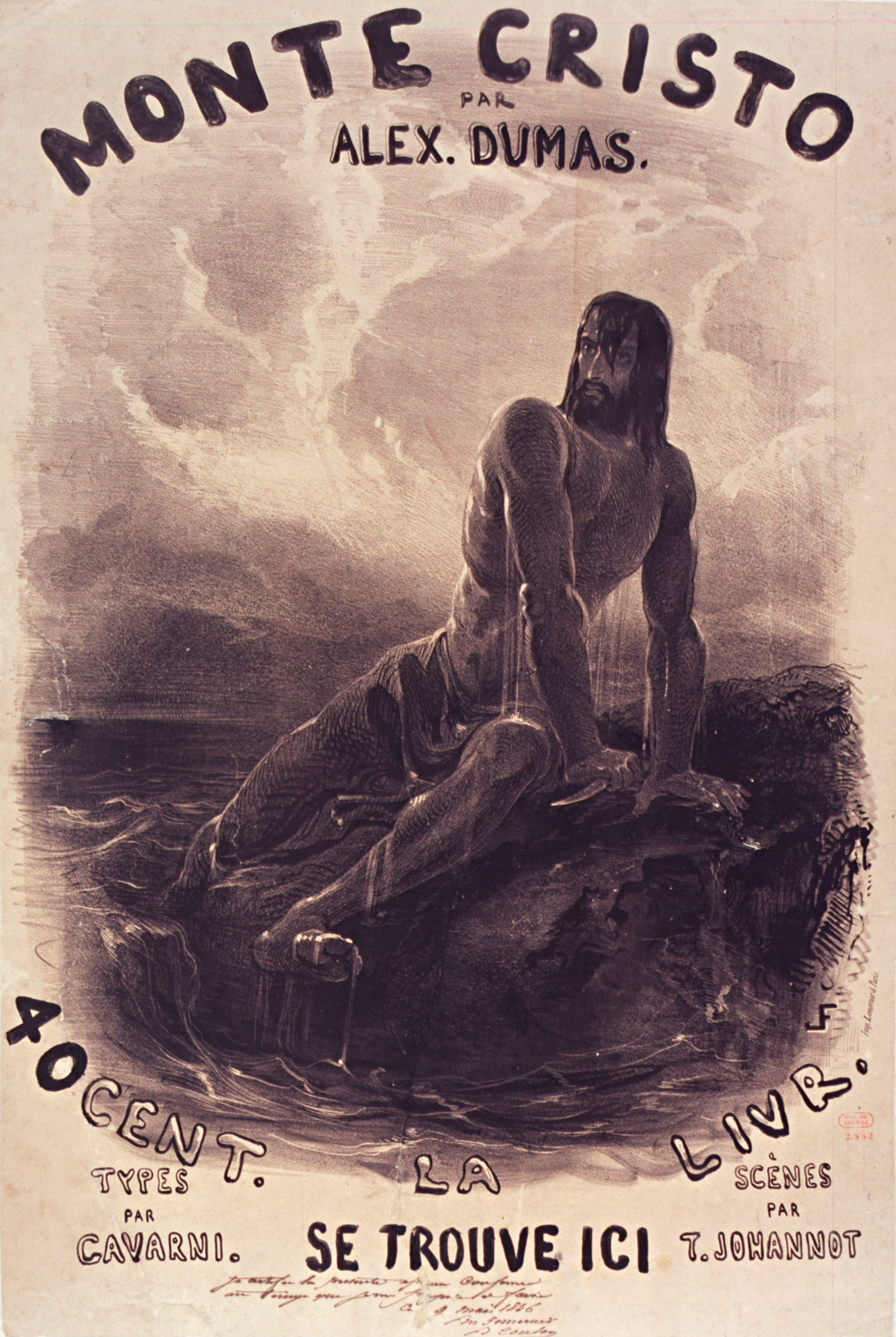
El comte de Montecristo

En la literatura del segle xix, molts escriptors es van guanyar la vida escrivint històries de forma de fulletons publicats en revistes populars. Molts dels romanços de Charles Dickens, per exemple, van ser publicats d'aquesta manera, i és aquesta la raó de molts d'ells siguin tan llargs - com més capítols Dickens escrivia, més temps la sèrie passava en la revista i més diners era recaptats.
A França, Alexandre Dumas i Eugène Sue eren mestres del gènere de fulletons. Els tres mosqueters i El comte de Montecristo es van publicar inicialment com a fulletó; El comte de Montecristo es va estendre fins a 139 lliuraments. La novel·la per lliuraments de Eugène Sue," Le Juif errant" va fer augmentar la tirada de Le Constitutionnel de 3.600 exemplars fins a 25.000. La publicació en fulletons va ser una de les principals raons de perquè les novel·les del segle xix eren tan llargues, ja que, apart de que als autors se'ls pagava per línia i per episodi, els editors també els pagaven per a mantenir la història viva, si l'obra tenia èxit.
Alguns escriptors van ser prolífics. Alexandre Dumas va escriure a un ritme increïble, moltes vegades escrivia amb el seu company Maquet de dotze a catorze hores al dia, treballant alhora en diverses novel·les per a la seva publicació en fascicles. No obstant això, no tots els escriptors podien mantenir-se al dia amb el ritme d'escriptura en sèrie. Wilkie Collins, per exemple, mai acabava més d'una setmana abans de la seva publicació. La capacitat d'un bon ritme d'escriptura i de producció d'episodis, determinava en gran part l'èxit de l'autor/a, ja que l'"apetit" del públic creava la demanda de nous episodis. L'any 1845 Dumas va reconèixer Maquet com coautor de 45 volums amb la seva firma.
Altres escriptors famosos que van escriure sèries literàries incloent Wilkie Collins, inventor del romanç anglès sobre detectius i autor de l'obra "The Moonstone"; Sir Arthur Conan Doyle, qui va crear les històries de Sherlock Holmes originalmente per a la seva publicació en la revista The Strand; i l'escriptor polonês Boleslaw Prus, autor de les sèries de romanços "The Outpost" (1885-86), "The Doll" (1887-89), "The New Woman" (1830-93) i seu romanç més famós, "Pharaoh". L'escriptor francès Honoré de Balzac va pretendre transformar la seva vasta obra en una única gran sèrie, intitulada La Comèdia Humana, que seria una representació completa de la societat de la seva època. En ella podem acompanyar el desenvolupament de diversos personatges en diferents romanços, com Lucien de Rubempré en Illusions perdues i Splendeurs et misères des courtisanes. El projecte general, però, va quedar inacabat.

## Llibres-saga
Hi ha també diversos escriptors contemporanis amb obres que han estat best sellers, com J. K. Rowling, autora de la famosa sèrie infant-juvenil Harry Potter, Stephenie Meyer, autora de la saga Crepuscle, i Dan Brown, famós per la polèmica obra El Codi da Vinci.